# Молодіжна збірна Пакистану з футболу
Молодіжна збірна Пакистану з футболу — національна молодіжна футбольна збірна Пакистану, що складається у залежності від турніру із гравців віком до 19 або до 20 років. Вважається основним джерелом кадрів для підсилення складу основної збірної Пакистану. Керівництво командою здійснює Футбольна федерація Пакистану.
Команда має право участі у Юнацькому кубку Азії до 19 років, у випадку успішного виступу на якому може кваліфікуватися на молодіжний чемпіонат світу до 20 років. Також може брати участь у товариських і регіональних змаганнях.